# 公克每立方公分
公克每立方公分（英語：Gram per cubic centimetre，表示法：g/cm³、g·cm⁻³、g cm⁻³）是CGS制中常用於化學領域的密度單位，其定義為以克為單位的質量除以以立方公分為單位的體積，相當於公克每毫升（g/mL）和千克每公升（kg/L）。

## 單位轉換
| 比較單位                 | 關係   | 被比較單位                     |
| ------------------------ | ------ | ------------------------------ |
| 1公克每立方公分（g/cm³） | 等於   | 1000公克每公升（g/L）          |
| 1公克每立方公分（g/cm³） | 等於   | 1000公斤每立方公尺（kg/m³）    |
| 1公克每立方公分（g/cm³） | 約等於 | 62.42796磅每立方英尺（lb/ft³） |
| 1公克每立方公分（g/cm³） | 約等於 | 133.52647盎司每加侖（oz/gal）  |
| 1公斤每立方公尺（kg/m³） | 等於   | 0.001公克每立方公分（g/cm³）   |
| 1磅每立方英呎（lb/ft³）  | 約等於 | 0.01602公克每立方公分（g/cm³） |
| 1盎司每加侖（oz/gal）    | 約等於 | 0.00749公克每立方公分（g/cm³） |